# Histoire du Japon racontée par une hôtesse de bar
Pour plus de détails, voir Fiche technique et Distribution.
Histoire du Japon racontée par une hôtesse de bar (にっぽん戦後史 マダムおんぼろの生活, Nippon sengoshi: Madamu onboro no seikatsu) est un film documentaire japonais réalisé par Shōhei Imamura et sorti en salles au Japon en 1970.

## Synopsis
Shōhei Imamura filme et interroge une Japonaise, patronne d'un bar, sur sa vie, son histoire, en la mettant en parallèle avec les événements qui ont secoué le Japon de l'immédiate après-guerre jusqu'à la fin des années 1960. Le cinéaste propose ainsi un double documentaire, illustrant l'histoire événementielle et le vécu de la population.

## Fiche technique
- Titre : Histoire du Japon racontée par une hôtesse de bar[1]
- Titre original : にっぽん戦後史 マダムおんぼろの生活 (Nippon sengoshi: Madamu onboro no seikatsu?)
- Réalisateur : Shōhei Imamura
- Scénario : Shōhei Imamura
- Photographie : Masao Tochizawa
- Montage : Mutsuo Niwa et Noriaki Sugimoto
- Musique : Haruo Ibe
- Réalisateur assistant : Kazuhiko Hasegawa
- Producteur : Nobuyo Horiba et Motoo Ogasawara
- Sociétés de production : Nichiei et Nippon Eiga Shinsha
- Sociétés de distribution : Tōhō
- Pays de production :  Japon
- Langue : japonais
- Format : noir et blanc - 1.37:1 - Format 35 mm - son mono
- Genre : documentaire
- Durée : 105 minutes
- Date de sortie :
  - Japon : 3 juin 1970[2]

## Distribution
- Chieko Akaza
- Etsuko Akaza
- Tami Akaza
- Fukumi Kuroda
- Rikiya Yasuoka